# Vrčeň
Vrčeň es una localidad situada en el distrito de Pilsen Sur, en la región de Pilsen, República Checa. Tiene una población estimada, a principios de 2021, de 339 habitantes.
Está ubicada al este de la región, en la cuenca hidrográfica del río Berounka —un afluente izquierdo del río Moldava, que, a su vez, es afluente del Elba— y cerca de la frontera con las regiones de Bohemia Central y Bohemia Meridional.